# Arular
Arular — дебютный студийный альбом британской певицы M.I.A.. Первоначально выход альбома намечался на сентябрь 2004 года, но выпуск был задержан из-за проблем с получением разрешения на использование семплов. В итоге «Arular» вышел в США 22 марта 2005 года и месяц спустя в Великобритании, где список треков альбома немного отличается. Релизу альбома предшествовали в 2004 году два сингла и микстейп. В 2005 году альбом номинировался на премию Mercury Prize и в том же году был включен в выпуск альманаха «1001 Albums You Must Hear Before You Die». Хотя он достиг лишь 98 места в UK Albums Chart и 190 в Billboard 200 США, несколько публикаций назвали его одним из лучших альбомов года. На середину 2007 года в США было продано 129 000 копий альбома. Дважды на композиции этого альбома выходили синглы «Sunshowers», «Bucky Done Gun» и «Galang».

## Об альбоме
M.I.A. является автором и соавтором всех песен с альбома и создала основные фоновые треки с использованием секвенсора/драм-машины Roland MC-505, которую ей дала давняя подруга Джастин Фришмен. В число соавторов входят Switch, Diplo и Richard X. Название альбома является политическим кодовым именем, которое использовал её отец, Arul Pragasam, во время своего участия в тамильской группе боевиков Шри-Ланки и темы конфликтов и революции привносят свой вес в песни и художественные работы. Музыка альбома включает в себя весь диапазон от хип-хопа и электроклэша до фанк-кариоки и панк-рока.
«Arular» был одобрен критиками за удачное смешение стилей и интеграцию политической песни в танцевальные мелодии.

## Список композиций
| XL US #[A] | XL UK #[B] | Название                | Автор(ы)                                                                  | Прочее                                                                             | Время |
| ---------- | ---------- | ----------------------- | ------------------------------------------------------------------------- | ---------------------------------------------------------------------------------- | ----- |
| 1          | 1          | «Banana Skit»           | Maya Arulpragasam                                                         |                                                                                    | 0:36  |
| 2          | 2          | «Pull Up the People»    | M. Arulpragasam, A. Brucker, Paschal Byrne                                |                                                                                    | 3:45  |
| 3          | 3          | «Bucky Done Gun»        | M. Arulpragasam, Carol Conners, Bill Conti, Wesley Pentz, Ayn Robbins     | Примеры «Gonna Fly Now» by Bill Conti, «вдохновлены» by «Injeção» by Deize Tigrona | 3:46  |
| 4          | 5          | «Fire Fire»             | M. Arulpragasam, Энтони Уайтинг                                           |                                                                                    | 3:28  |
| 5          | —          | «Freedom Skit»          | M. Arulpragasam                                                           |                                                                                    | 0:42  |
| —          | 6          | «Dash the Curry Skit»   | M. Arulpragasam                                                           |                                                                                    | 0:40  |
| 6          | 7          | «Amazon»                | M. Arulpragasam, Richard X                                                |                                                                                    | 4:16  |
| 7          | 8          | «Bingo»                 | M. Arulpragasam, Уайтинг                                                  |                                                                                    | 3:12  |
| 8          | 9          | «Hombre»                | M. Arulpragasam, Dwain 'Willy' Wilson III                                 |                                                                                    | 4:02  |
| 9          | 10         | «One for the Head Skit» | M. Arulpragasam                                                           |                                                                                    | 0:29  |
| 10         | 11         | «10 Dollar»             | M. Arulpragasam, Richard X                                                |                                                                                    | 4:03  |
| —          | 12         | «U.R.A.Q.T.»            | M. Arulpragasam, Куинси Джонс                                             | Примеры «The Streetbeater (тема из Sanford & Son)» Куинси Джонсом                  | 2:56  |
| 11         | 4          | «Sunshowers»            | M. Arulpragasam, Stony Browder Jr., Август Дарнелл, Стив Маки, Росс Ортон |                                                                                    | 3:16  |
| 12         | 13         | «Galang»                | M. Arulpragasam, Джастин Фришманн, Маки, Ортон                            |                                                                                    | 3:35  |
| 13         | 14         | «M.I.A.»                | M. Arulpragasam, Frischmann, Sugu Arulpragasam                            | Скрытый трек                                                                       | 3:27  |

↑  A. Указанные треки нумерованы на XL американском релизе
↑  B. Указанные треки нумерованы на XL британском/международном и Interscope американском релизе

## Чарты
| Чарт (2005)                                                               | Пиковая позиция |    |
| ------------------------------------------------------------------------- | --------------- | -- |
| Belgian Albums Chart (Фландрия)!scope="row"\| Бельгия/Фландрия (Ultratop) | 97              | 97 |
| Norwegian Albums Chart                                                    | 20              |    |
| Чарт шведских альбомов                                                    | 47              |    |
| Чарт японских альбомов Oricon                                             | 78              |    |
| UK Albums Chart                                                           | 98              |    |
| U.S. Billboard 200                                                        | 190             |    |
| U.S. Billboard Top Electronic Albums                                      | 3               |    |
| U.S. Billboard Top Heatseekers                                            | 14              |    |
| U.S. Billboard Top Independent Albums                                     | 16              |    |